# Julián Estéban
Pour les articles homonymes, voir Esteban.
Julián Estéban, né le 16 septembre 1986 à Genève, est un footballeur suisse.

## Biographie
Julián Estéban passe le début de sa carrière avec son club formateur, le Servette FC. Il rejoint le Stade rennais en décembre 2006. Toutefois, il se blesse de multiples fois ce qui l'empêche de jouer de manière régulière avec  son nouveau club. En 2009, il retourne au Servette sous la forme d'un prêt. Il y retourne définitivement jusqu'à la fin de sa carrière en 2013 à seulement 26 ans. Cette retraite prématurée est due à de nombreuses blessures.
Le bilan de la carrière de Julián Estéban s'élève à 7 matchs en Ligue 1 française (un but), et 21 matchs en Super League suisse (un but également).